# Гуров (коммуна)
Гуров или Го́ры (нем. Guhrow; в.-луж. и н.-луж. Góry) — коммуна в Германии, в земле Бранденбург. Входит в состав района Шпре-Найсе. Подчиняется управлению Бург (Шпревальд). Население составляет 558 человек (на 31 декабря 2010 года). Занимает площадь 6,62 км².

## Население
В настоящее время деревня входит в состав культурно-территориальной автономии «Лужицкая поселенческая область», на территории которой действуют законодательные акты земель Саксонии и Бранденбурга, содействующие сохранению лужицких языков и культуры лужичан.
| Год  | Население |
| ---- | --------- |
| 2005 | 589       |
| 2010 | 563       |

| Год  | Численность | Численность |
| ---- | ----------- | ----------- |
| 2017 | 521         | [ 1 ] [ 2 ] |
| 2019 | 519         | [ 6 ]       |
| 2021 | 522         | [ 7 ]       |
| 2022 | 516         | [ 8 ]       |
| 2023 | 517         | [ 3 ]       |

## Известные жители и уроженцы
- Церна, Герберт (1905—1955), лужицкий краевед, этнограф, режиссёр и драматург.